# 후유증 (웹 드라마)
《후유증》은 네이버 웹툰에서 연재하던 김선권의 후유증을 각색한 웹 드라마이다.

## 줄거리
교통 사고 이후 새로운 감각이 생긴 주인공의 이야기.

## 등장 인물
- 김동준 : 안대용 역
- 주연우 : 김준구 역
- 선주아 : 주희경 역
- 김민석 : 조인호 역
- 김리아 : 김나리 역
- 지선 : 대용엄마 역
- 채희재 : 희경삼촌 역
- 최규환 : 담임선생님 역

## 회차별 부제

### 시즌 1
| 회차 | 업로드 일자    | 부제                          | 런닝 타임 |
| ---- | -------------- | ----------------------------- | --------- |
| 1화  | 2014년 1월 5일 | 사고 후 찾아온 또 하나의 감각 | 8:19      |
| 2화  | 2014년 1월 5일 | 사고 후 찾아온 또 하나의 감각 | 8:53      |
| 3화  | 2014년 1월 5일 | 사고 후 찾아온 또 하나의 감각 | 7:20      |
| 4화  | 2014년 1월 5일 | 사고 후 찾아온 또 하나의 감각 | 8:14      |
| 5화  | 2014년 1월 5일 | 사고 후 찾아온 또 하나의 감각 | 8:48      |

### 시즌 2
| 회차 | 업로드 일자     | 부제                            | 런닝 타임 |
| ---- | --------------- | ------------------------------- | --------- |
| 1화  | 2014년 1월 14일 | 욕망이 적을수록 인생은 행복하다 | 9:44      |
| 2화  | 2014년 1월 14일 | 욕망이 적을수록 인생은 행복하다 | 8:42      |
| 3화  | 2014년 1월 14일 | 욕망이 적을수록 인생은 행복하다 | 10:38     |
| 4화  | 2014년 1월 14일 | 욕망이 적을수록 인생은 행복하다 | 11:55     |
| 5화  | 2014년 1월 14일 | 욕망이 적을수록 인생은 행복하다 | 10:18     |
| 6화  | 2014년 1월 14일 | 욕망이 적을수록 인생은 행복하다 | 11:47     |